# اسکرول لاک

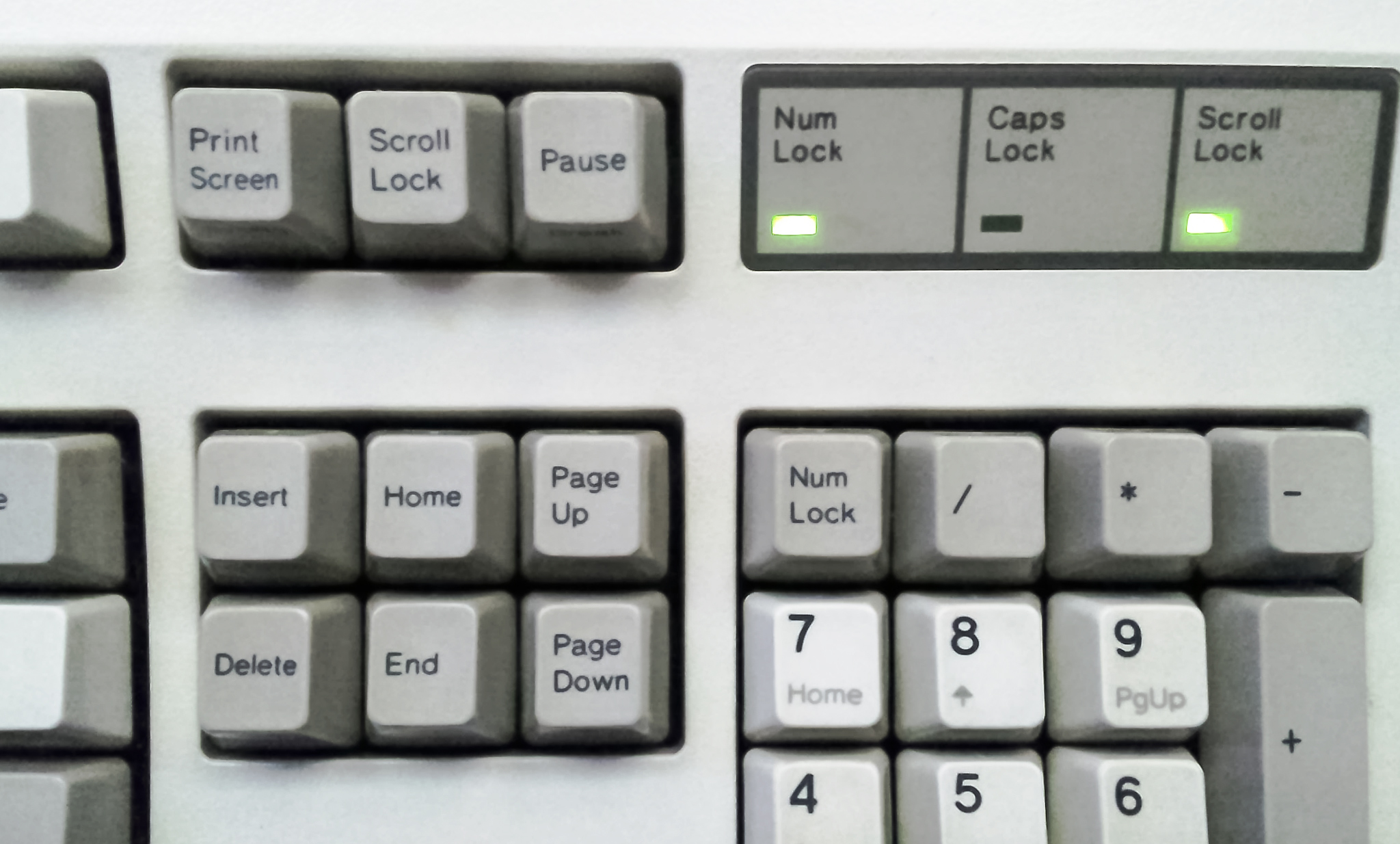
The scroll-lock key with activated indicator light on an IBM Model M keyboard.

کلید اسکرول لاک (به انگلیسی: Scroll Lock) در صفحه کلیدهای سازگار با آی‌بی‌ام از نوع روشن و خاموش است که عملکرد کلیدهای حرکت دهنده مکان نما را تعیین می‌کند. در شماری از برنامه‌های قدیمی (که معمولاً ماوس را نمی‌شناسند) و نیز در برخی از برنامه‌های صفحه گسترده با روشن کردن کلید Scroll Lock، فشردن کلیدهای پیکان سبب می‌شود در حالیکه کرسر در جای خود باقی می‌ماند کل صفحه در جهت دلخواه حرکت کند. امّا وقتی کلید Scroll Lock خاموش باشد، این کرسر است که حرکت می‌کند.
دیگر کاربرد این کلید، نقش سویچ میان زبانها در بعضی از نرم‌افزار هاست، مثلاً در سطح داس با اجرای برنامه‌های فارسی ساز مثل Sepand «که یکسری از کدهای جدول ASCII به کاراکترهای فارسی تبدیل می‌کند» می‌توان با فشردن این کلید صفحه کلید را فارسی یا انگلیسی کرد، این خصلت در بعضی از برنامه‌های ایرانی که با سیستم عامل ویندوز کار می‌کنند، هم برقرار است، مثلاً در نرم‌افزار لغت‌نامه دهخدا که مطابق با جدول کدهای اسکی فارسی در داس طراحی شده، می‌توان با فشردن کلید scroll lock صفحه کلید را انگلیسی یا فارسی کرد.
در نرم‌افزار اکسل با روشن بودن این دکمه هنگامیکه دکمه‌های جهت‌نمای (Arrow Key) روی کیبورد را می‌زنیم به جای حرکت مکان نما (کِرِسر)، سلول‌ها حرکت می‌کنند.